# Барановський В'ячеслав Миколайович
В'ячесла́в Микола́йович Барано́вський (нар. 19 жовтня 1976 — 26 серпня 2015) — капітан Збройних сил України, учасник російсько-української війни.

## Життєпис
Народився 1976 року в місті Умань, де закінчив 1993 року ЗОШ № 19. 1997-го закінчив Харківське льотне училище в званні лейтенанта, служив у Львові — 243-й окремий змішаний авіаційний полк; був льотчиком, як і його батько. Служив помічником командира корабля, помічником керівника польотів, керівником групи управління.
2007-го звільнився у запас, працював у приватних структурах.
1 вересня 2014 року добровольцем призваний за мобілізацією; капітан, командир кулеметного взводу 41 окремого мотопіхотного батальйону.
26 серпня 2015-го загинув під час артилерійських обстрілів з боку терористів «ДНР» та російських окупантів в районі села Старогнатівка Донецької області.
Похований у Чернігові, кладовище «Яцево».
Без В'ячеслава лишилися дружина та донька.

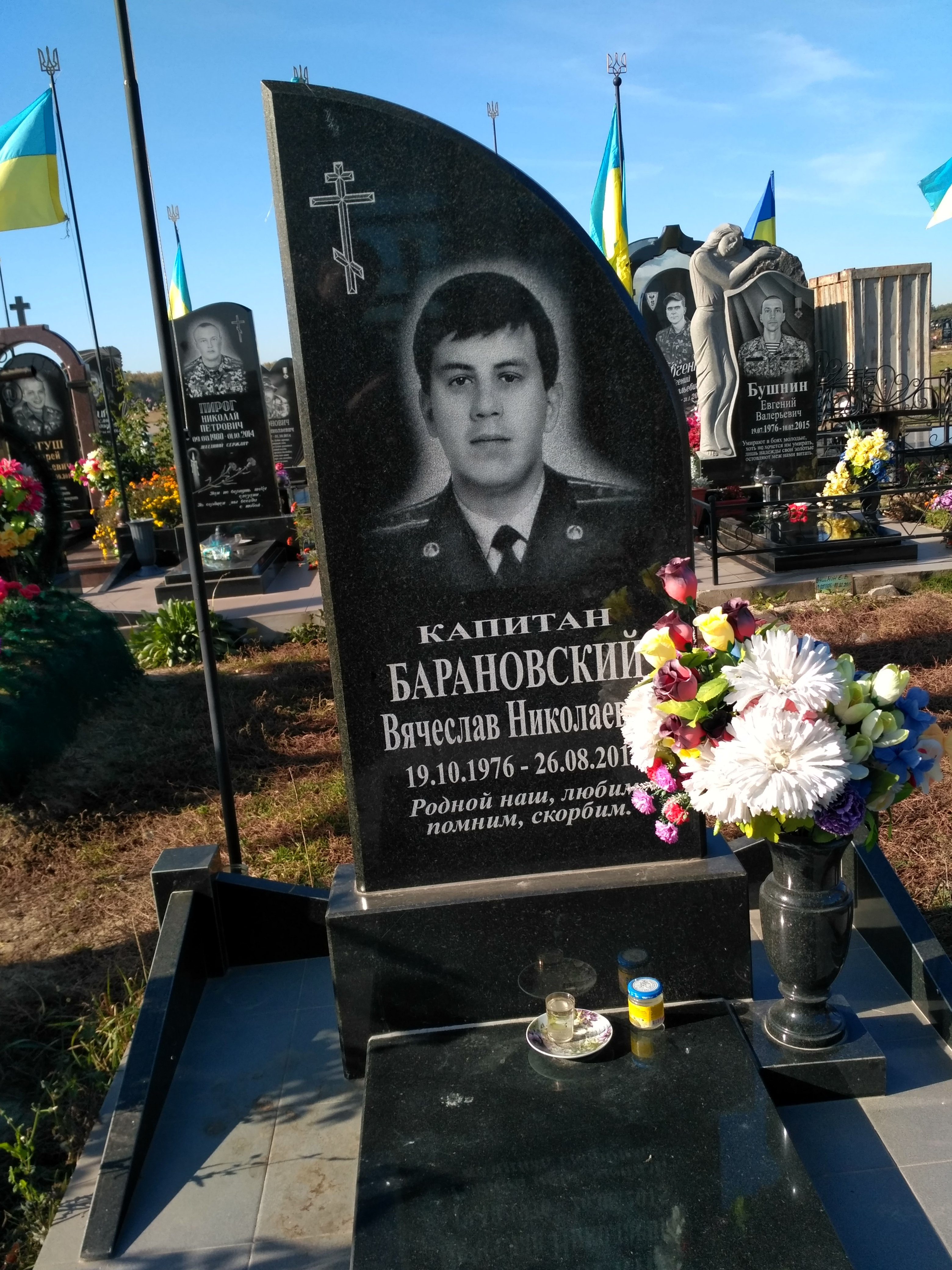
Могила В.Барановського. Кладовище Яцево. Жовтень 2018

## Нагороди та вшанування
За особисту мужність, сумлінне та бездоганне служіння Українському народові, зразкове виконання військового обов'язку відзначений — нагороджений
- орденом Богдана Хмельницького ІІІ ступеня (20.7.2016, посмертно)[1]
- 2016 року в чернігівській ЗОШ № 19 відкрито та освячено меморіальну дошку В'ячеславу Барановському.